# Illes Verges
Les illes Verges (en anglès Virgin Islands) són un arxipèlag de les Antilles dividit en dues administracions:
- Illes Verges Britàniques, un territori d'ultramar del Regne Unit.
- Illes Verges Nord-americanes, un territori no incorporat i organitzat dels Estats Units.

Tant la part britànica com la nord-americana comparteixen dos fets inusuals: la moneda de curs legal és el dòlar dels Estats Units i els cotxes circulen per l'esquerra.
El nom de les illes Verges prové de Cristòfor Colom que les va anomenar Santa Úrsula i les Onze Mil Verges.